# Natalie Uher
Natalie Uher, verheiratete Moosmann (* 2. Januar 1968 in Feldkirch, Vorarlberg), ist eine österreichische Entwicklungshelferin, die in den 1980er Jahren als Schauspielerin und Playmate berühmt wurde.

## Leben und Werk
Natalie Moosmann (geb. Uher) begann ihre Karriere im September 1984 als Centerfold in der deutschsprachigen Ausgabe des Playboy. In der Folge trat sie in einigen Filmen auf, bevor sie 1988 die Hauptrolle des Erotik-Filmes Emmanuelle 6 übernahm.
Natalie Moosmann, die seit 1987 mit Markus Moosmann verheiratet ist, ist Obfrau des Vereins „Wissen macht Stark“, den sie 2012 gegründet hat und der sich in dem Lepradorf Mballing (Senegal, Westafrika) für die Ausbildung von Kindern und Jugendlichen engagiert. Gemeinsam mit ihrem Mann hat sie 2018 von Günter Hainzl den Verein „Leprahilfe Senegal“ übernommen, mit dem ihr Verein bereits zuvor kooperiert hat. Neben ihrer Tätigkeit als Entwicklungshelferin arbeitet sie in ihrer Heimatstadt Dornbirn als Trommellehrerin. Natalie Moosmann hat zwei Töchter und einen Sohn.

## Filmografie
- 1984: Flucht zurück ins Paradies (Locas vacaciones)
- 1985: Drei und eine halbe Portion
- 1988: Emmanuelle 6

## TV-Interview
- Günter Oberscheider: Ländle Talk mit Natalie Moosmann. Ländle TV. 11. September 2012.